# Randsfjordferja II
Die Randsfjordferja II war eine norwegische Doppelendfähre. Sie verkehrte bis Ende 2021 über den Randsfjord und verband dabei Horn und Tangen auf der letzten ganzjährig betriebenen Fährverbindung über ein Binnengewässer in Norwegen.

## Geschichte

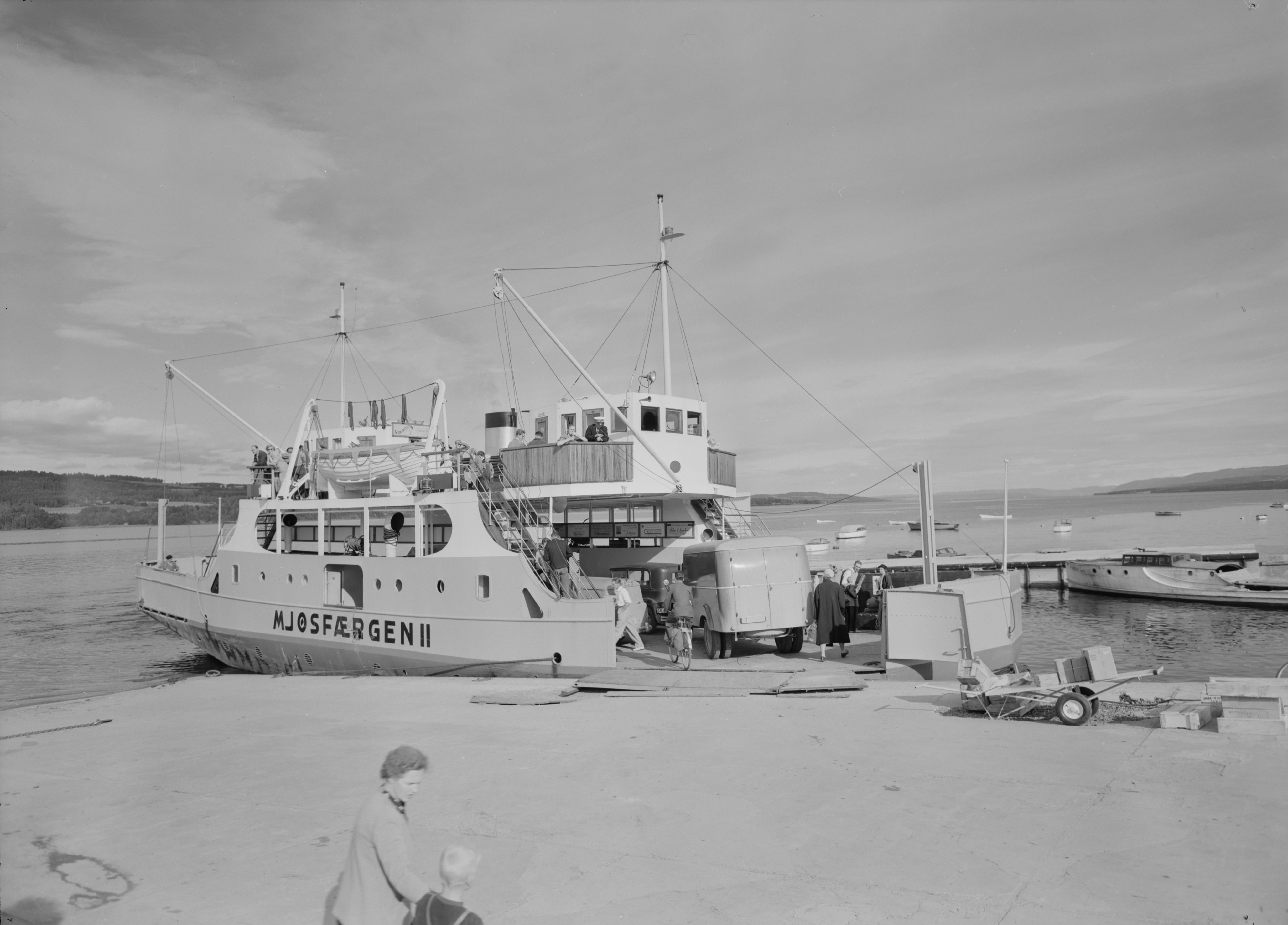
Die Fähre als Mjøsfærgen II

Die Fähre wurde auf der Werft Sarpsborg Mekaniske Verksted in Sarpsborg gebaut. Der Stapellauf fand 1949 statt, die Fertigstellung der Fähre erfolgte 1950. Ab 1950 wurde die Fähre als Mjøsfærgen II auf dem Mjøsa zwischen Gjøvik und Mengshol bzw. Smedstua eingesetzt. 1963 wurde sie durch die Mjøsfærgen III ersetzt.
Die Fähre wurde 1971 an die Reederei Randsfjordferja verkauft. Neues Einsatzgebiet wurde der Randsfjord. Für den Transport wurde die Fähre zerlegt und in Horn wieder zusammengesetzt. Für den Einsatz auf dem Randsfjord wurde die Fähre umfangreich umgebaut. Sie wurde am 5. Juli 1972 in Dienst gestellt und verkehrte nun zwischen Horn und Tangen und verband Fylkesvei 34 und Fylkesvei 245.
Die Fährverbindung wurde von der Reederei Randsfjordferja finanziell wenig erfolgreich betrieben. 1988 wurde das Unternehmen aufgelöst und die Fähre der Kommune Gran überlassen. Diese betrieb sie weiter auf der Fährverbindung über den Randsfjord. Zum 1. Januar 2010 ging die Verantwortung für die Fährverbindung an die Innlandet Fylkeskommune über.
Ende 2021 wurde die Fähre außer Dienst gestellt. 2022 wurde sie verschrottet. Die Fährverbindung über den Randsfjord bedient seit Ende Januar 2022 die Fähre Randsfjordferja Elrond.

## Technische Daten und Ausstattung
Die Fähre wurde von zwei Scania-Dieselmotoren angetrieben. Die Motoren wirkten auf jeweils einen Propeller an den beiden Enden der Fähre. Für die Stromerzeugung standen zwei von Perkins-Dieselmotoren angetriebene Generatoren zur Verfügung.
Die Fähre verfügte über ein durchlaufendes Fahrzeugdeck, das von beiden Enden aus über Rampen zugänglich war. Das Fahrzeugdeck war zunächst überbaut. An beiden Enden befand sich jeweils ein Steuerhaus. Die Kapazität der Fähre war mit 20 Pkw und 150 Passagieren angegeben. Unterhalb des Fahrzeugdecks befand sich im mittleren Bereich der Maschinenraum sowie an den Enden jeweils ein Aufenthaltsraum für die Passagiere. An einem der beiden Enden war zusätzlich ein Aufenthaltsraum für die Schiffsbesatzung eingerichtet.
Nach dem Verkauf wurde die Fähre umfangreich umgebaut. Die Aufbauten wurden entfernt und neu aufgebaut. Dabei wurde das Steuerhaus auf einer Seite der Fähre angebracht.